# Gamze Türk
Gamze Türk est une joueuse de volley-ball turque née le 3 février 1990. Elle mesure 1,92 m et joue au poste de centrale. 

## Clubs
| Club                   | De        | À         |
| ---------------------- | --------- | --------- |
| ES Voleybol            | 2005-2006 | 2010-2011 |
| Nilüfer Belediye       | 2011-2012 | 2013-2014 |
| Rota Koleji İzmir      | 2014-2015 | 2014-2015 |
| Seramiksan Spor Kulübü | 2015-2016 | 2016-2017 |
| Çanakkale Belediye     | 2017-2018 | 2017-2018 |
| Manisa BBSK            | jan 2018  | mai 2018  |
| Karşıyaka İzmir        | 2019-2020 | 2019-2020 |
| Altınoluk Spor Kulübü  | 2020-2021 | …         |

## Palmarès
- Coupe de Turquie
  - Finaliste : 2011.
- BVA Cup
  - Vainqueur: 2011.